# Олексій (Громадський)
Митрополит Олексій (в миру Олександр Якубович Громадський (13 листопада 1882 року, село Докудів, Холмська губернія — 7 травня 1943, поблизу села Смига, Дубненського району, Рівненська область) — церковний діяч, предстоятель Української автономної православної церкви в юрисдикції Московського патріархату, митрополит Волинський і Житомирський, екзарх України (з 25 листопада 1941 року).

## Життєпис
Народився 1 листопада 1882 року в селі Докудів Більського повіту на Підляшші в родині сільського православного псаломника.
У 1904 році закінчив Холмську духовну семінарію, а у 1908 році — Київську духовну академію зі ступенем кандидата богослов'я. У липні 1908 року висвячений на священника, служив у соборі міста Холма, став членом Холмської духовної консисторії. З 2 лютого 1916 Холмський єпархіальний спостерігач церковних справ. У 1917—1918 роках служив у Бессарабії. У 1918 році він був возведений у сан протоієрея.
З 1918 року — викладач Кременецької духовної семінарії, у 1921—1923 роках її ректор. Як один із секретарів присутній у січні 1922 року на соборі єпископів у Варшаві, де підтримав митрополита Варшавського Георгія (Ярошевського), який наполягав на негайному проголошенні автокефалії Православної Церкви в Польщі.
11 лютого 1922 року прийняв чернечий постриг з ім'ям Олексій. У квітні 1922 року був хіротонізований на єпископа Польської Православної Церкви. 3 вересня того ж року став єпископом Луцьким, вікарієм Волинської єпархії, а з 12 жовтня того ж року — правлячий єпископ Гродненської єпархії. З 10 лютого 1923 року — член Синоду Польської Церкви. З 21 квітня 1923 року — єпископ Гродненський і Новогрудський, з 1 грудня 1924 року — заступник голови митрополичої ради.
На початку 1927 року разом з митрополитом Варшавським Діонісієм почав поїздку до предстоятелів помісних Церков з метою домогтися офіційного визнання автокефалії Польської Церкви. Як польський автокефаліст, просував українізацію церковного життя в Польщі 1930-х років.
3 липня 1928 року зведений у сан архієпископа. У1930 році він увійшов до комісії з підготовки Помісного Собору Польської Церкви. З 15 квітня 1934 року — архієпископ Волинський і Кременецький.
Восени 1939 року був заарештований радянською владою. У червні 1940 року за активного сприяння органів НКВС відбув до Москви, де написав прохання до Московського Патріархату про прийняття його в лоно РПЦ. У заяві поміж іншим було й таке:
| "…польські архієреї підпорядковувалися автокефалії під примусом Польського уряду ... розрив же з Матір'ю-Церквою завжди переживався мною із скорботою й усвідомленням вини"[2]. |
З 1940 року увійшов до складу Московського Патріархату.

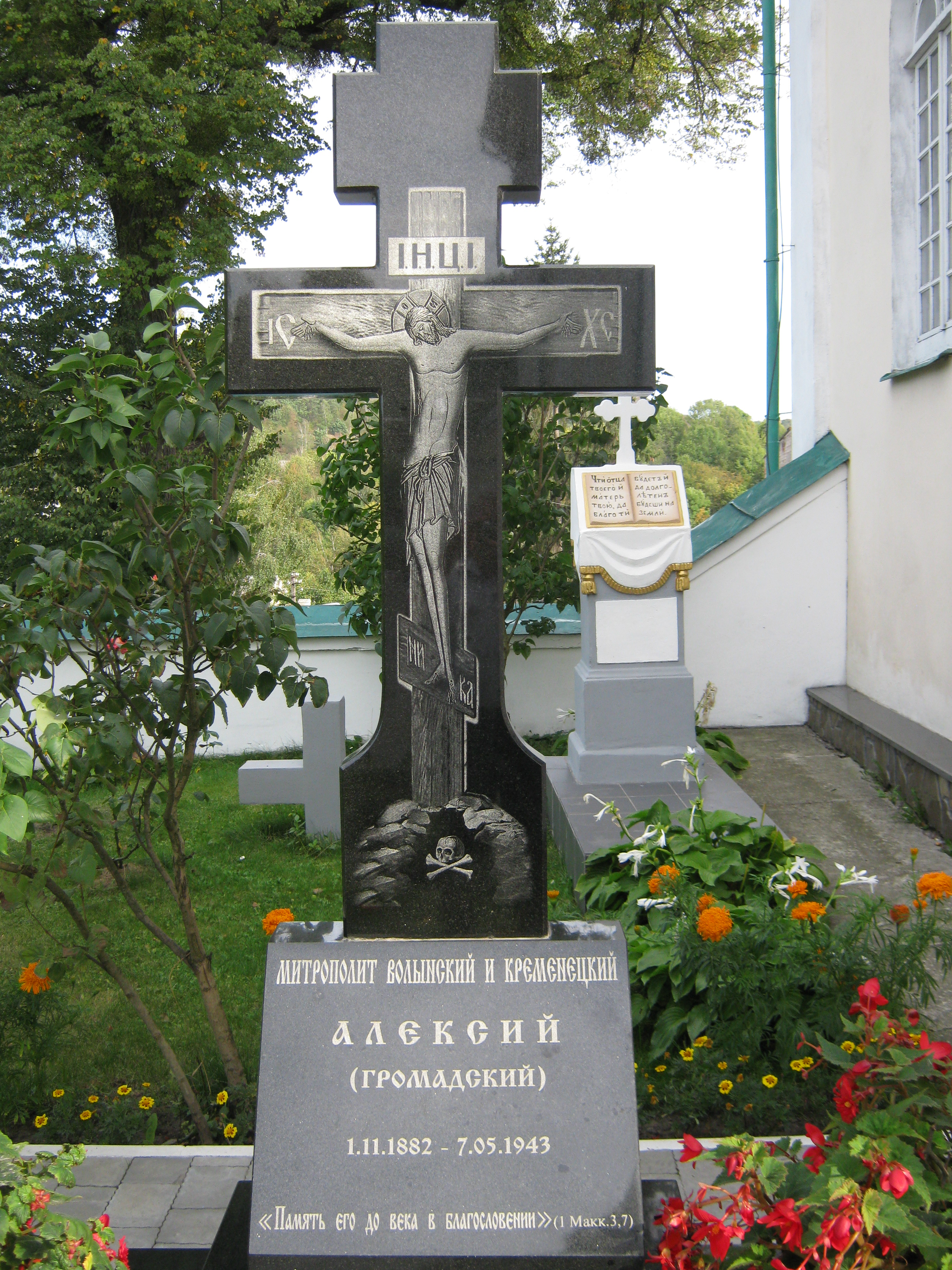
Могила митропопита Апексия(Громадского)

У 1941 році в умовах розпочатої нацистської окупації, архієпископ Олексій ужив заходів для влаштування канонічно правомірного церковного управління в Україні. 18 серпня 1941 року скликав архієрейську нараду у Почаївській Лаврі, що заснувала Українську Автономну Православну Церкву. Українська Автономна Православна Церква визнавала канонічне підпорядкування Московської Патріархії. Нарада єпископів надала архієпископові Олексію як старшому архієреєві в Україні права митрополита області. У посланні 1 вересня 1941 року архієпископ Олексій відкинув Варшавську юрисдикцію на Україну, пославшись на відмову митрополита Діонісія 1939 року очолити Православну Церкву Польщі та від управління Волинською єпархією, а також на адміністративне розділення між генерал-губернаторством «Польща» та райхскоміссаріатом «Україна».
На черговій єпископській нараді у Почаївській лаврі 25 листопада 1941 року архієпископ Олексій був обраний екзархом України. Московське священноначаліє зберегло титул «екзарха всієї Україні» за митрополитом Київським Миколаєм (Ярушевичем) і утрималося від суджень про діяльність «автономістів», але сам митрополит Київський підписувався «колишнім» екзархом, висловлюючи негласне визнання титулу митрополита Олексія.
7 травня 1943 року на шляху з Кремінця в Луцьк в лісі біля Смиги він був убитий вояками одного з загонів ОУН(М) під командуванням Хріна. Зі слів керівника загону: «сталася фатальна помилка», проте існує версія, що гітлерівці навмисно «підставили» в партизанську засідку митрополита Олексія.